# Поттье, Рене
Рене Поттье (фр. René Pottier; 5 июня 1879, Море-сюр-Луан — 25 января 1907, Леваллуа-Перре) — французский велогонщик начала XX века. Выходя на пик карьеры, в 1906 году Поттье выиграл Тур де Франс, но через полгода покончил жизнь самоубийством.

## Биография
Соревнуясь среди любителей, в 1903 году Поттье стал 2-м на национальном чемпионате и первенствовал на Бордо — Париж, после чего перешёл в профессионалы. В 1905 году он стал на Бордо — Париж 2-м в элитной категории. На Париж — Рубе того же сезона Рене уступил лишь Луи Трусселье. 2-й этап Тур де Франс 1905 включал историческую дебютную гору гонки, Баллон д'Эльзас. Поттье преодолел её раньше других, и потому считается первым «горным королём» гонки. Сам этап Рене выиграть не сумел, финишировав после Ипполита Окутюрье из-за прокола. На следующем этапе падение заставило его сойти. Париж — Рубе 1906 Поттье закончил 3-м. На Тур де Франс 1906 Рене снова показал способности горняка, выиграв оба горных этапа на первой неделе. Победив на этапах со 2-го по 5-й, Поттье сделал весомую заявку на итоговый успех, так как зачёт вёлся по сумме мест, занятых на этапах. Ни разу не финишировав на этапе дальше 5-го места и выиграв последний этап, Рене оформил победу, опередив на 8 очков Жоржа Пассерьё. 8 сентября 1906 года Поттье одержал свою последнюю заметную победу, выиграв престижную трековую Bol d'or.
27 января 1907 года Поттье был найден повешенным, причиной чего стала измена жены. В том же году по инициативе директора Тур де Франс Анри Дегранжа на Баллон д'Эльзас был установлен памятник Поттье.